# آلبرت بولمان
آلبرت بولمان (انگلیسی: Albert Bollmann; ۵ اکتبر ۱۸۸۹ – ۲۶ ژانویهٔ ۱۹۵۹) بازیکن فوتبال اهل آلمان بود.
از باشگاه‌هایی که در آن بازی کرده‌است می‌توان به باشگاه فوتبال شوارتز-وایس اسن اشاره کرد.
وی همچنین در تیم ملی فوتبال آلمان بازی کرده‌است.